# تجارت خاموش

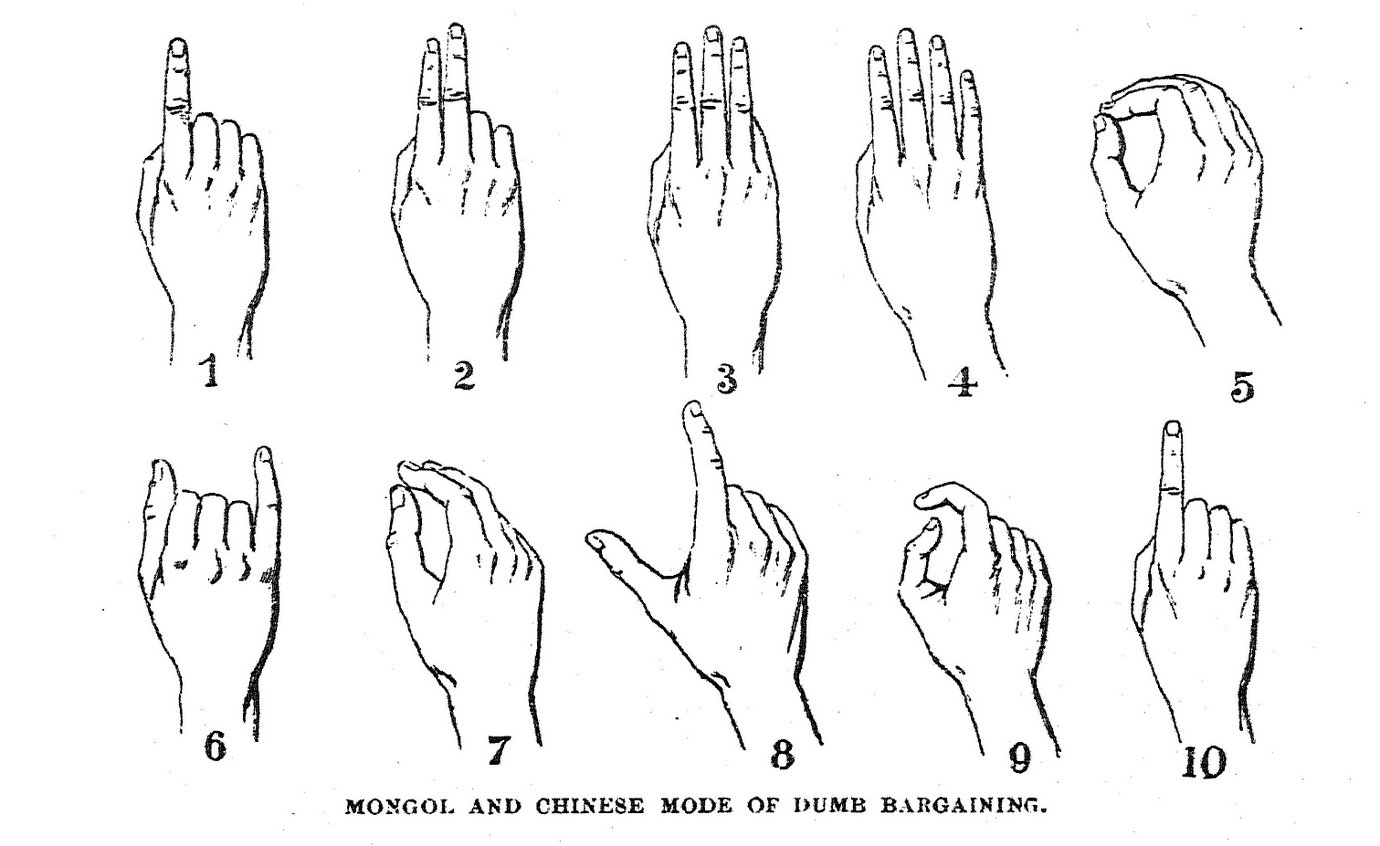
مدل چینی و مغولی از معاملهٔ گنگ

تجارت خاموش (انگلیسی: Silent trade) همچنین شناخته شده بر اساس نام‌های دیگر از جمله معامله گنگ، تجارت ساکت و آرام یا داد و ستد کالا در سکوت، تنها وسیلهٔ مبادله برای هرگونه اشیاء ضروری بین گروه‌های انسانی است که به دلیل نداشتن زبان مشترک یا به خاطر عدم اعتماد مشترکی که در پی کینه‌ورزی‌ها حاصل شده‌است نمی‌توانند با یکدیگر ارتباط برقرار کنند، در این شرایط گروه اول اشیاء مورد نظر را که برای گروه دیگر کمبود ایجاد کرده در جایی قرار می‌دهد یا عرضه می‌کند، فردا یا روزهای بعد گروه اخیر آنها را تحویل می‌گیرد و در مقابل اشیایی را که گروه اول به آن نیازمند است در اختیارش می‌گذارد، در چنین وضعیتی، جایی برای بحث و گفتگو و نیز احتمال خطر برخورد بین دو طرف معامله که هرگز با هم ملاقات نمی‌کنند به وجود نمی‌آید.